# Элеонора де Монфор
Элеонора де Монфор (фр. Eleanor de Montfort; октябрь 1252 — 19 июня 1282) — английская аристократка, дочь Симона де Монфора, 6-го графа Лестера, и английской принцессы Элеоноры Плантагенет, жена валлийского князя Лливелина ап Грифида.
После гибели отца в 1265 году мать увезла Элеонору во Францию. В конце 1275 года она отправилась на корабле в Уэльс, чтобы выйти замуж за Лливилина, с которым была помолвлена ещё при жизни отца, но её корабль был захвачен по приказу английского короля Эдуарда I. До 1278 года девушка жила в английском плену, пока её жених вынужденно не подчинился английскому королю. Выйдя замуж, Элеонора умерла во время родов, родив дочь Гвенллиан, которая после гибели отца была увезена в Англию, где до самой смерти прожила монахиней в монастыре.

## Происхождение
Элеонора происходила из французского рода Монфор-л’Амори. Ееё предки владели французской сеньорией с центром в Монфор-л’Амори в Иль-де-Франсе, а также нормандским графством Эврё. По своим владениям они были вассалами как французских, так и английских королей. Один из представителей рода, Симон (IV) де Монфор, женился на наследнице Роберта де Бомона, 3-го графа Лестер, благодаря чему его сын, Симон IV де Монфор, после смерти в 1204 году деда, оказался одним из двух наследников обширных владений Бомонов в Англии.
Симон IV де Монфор в 1208 году возглавил Альбигойский крестовый поход, стремясь завоевать себе владения в Южной Франции. Он погиб в 1218 году, оставив несколько сыновей. Судя по источникам, Симон из-за англо-французской войны так и не успел вступить во владение английским наследством. Однако его права на владения Бомонов остались в силе, перейдя к его старшему сыну Амори VI, а тот не позже 1230 года передал их младшему брату Симону (V) де Монфору, который в итоге в 1230 году отправился в Англию, предъявив права на владения и титул графа Лестера. В итоге в 1231 году он получил половину владений Бомонов и постепенно стал важной фигурой при английском дворе. В 1238 году Симон тайно женился на английской принцессе Элеоноре, дочери короля Иоанна Безземельного, сестре короля Генриха III. Для неё это был второй брак: первый муж, Уильям Маршал, 2-й граф Пембрук, умер в 1231 году, не оставив наследников. Этот брак вызвал большой скандал, поскольку Элеонора после смерти первого мужа дала обет безбрачия. Но Симон де Монфор съездил в Рим и добился у папы разрешения на брак. А в 1239 году ему был официально присвоен титул графа Лестера.
Элеонора была единственной дочерью и младшим ребёнком, родившейся в этом браке. У неё было пятеро братьев: Генри, Симон Младший, Амори, Ричард и Ги.

## Биография
По одной версии, Элеонора родилась в октябре 1252 года в замке Кенилуэрт. Однако М. Костамбрейс считает, что её рождение следует отнести к периоду около 1258 года, поскольку в момент гибели отца в августе 1265 года у неё ещё была няня, а также требник и молитвенник.
Ещё при жизни отца девочку помолвили с Лливелином ап Грифидом, принцем Уэльским, с которым Симон де Монфор состоял в тесном, хотя и формальном союзе с 1263 года. После того как в августе 1265 года её отец погиб в битве при Ившеме, её мать, Элеонора Английская, в октябре вместе с тремя детьми, Амори, вскоре умершим Ричардом и Элеонорой отправилась в изгнание во Францию.
В 1275 году по доверенности был заключён брак между Элеонорой и Лливелином. В конце года она в сопровождении брата Амори отправилась к будущему мужу в Уэльс, но по дороге в Бристольском заливе их корабль был захвачен по приказу английского короля Эдуарда I. Неделю Элеонора провела в заключении в Бристоле, а затем её перевезли в Виндзор. Несмотря на призывы папы Григория X, английский король отказывался отпускать свою пленницу. Поскольку Лливелин страстно желал получить наследника, заключение его избранницы в английском плену стало главным раздражителем в его быстро ухудшающихся в 1275—1277 годах отношениях с Эдуардом I. В ноябре 1277 года принц Уэльский был вынужден подчиниться Эдуарду I, приняв его достаточно жёсткие требования. Только после этого в 1278 году Элеонора была освобождена. 13 октября она официально в присутствии Эдуарда I в Вустере наконец смогла выйти замуж за Лливелина. Как отмечает Е. Ложкарева, хотя заключение Лливелином брака с представительницей опального семейства, на первый взгляд, выглядит его ошибкой, принцу Уэльскому срочно был нужен наследник, поэтому он и решился на скоропалительный брак.
В январе 1281 года Элеонора вновь приехала в Виндзор с визитом к английскому двору. А 19 июня 1282 года она умерла при рождении единственной дочери, получившей имя Гвенллиан.
Похоронили Элеонору во францисканской обители в Лланвайре на Англси. Её муж погиб 11 декабря 1282 года, а дочь была увезена в Англию, где её отправили в Семпригеме, в котором она и прожила монахиней всю жизнь. Она умерла 7 июня 1337 года, будучи последней представительницей родов Лливелина ап Грифида и Симона де Монфора.

## Брак и дети
Муж: с 13 октября 1278 (Вустер) Лливелин ап Грифид (умер 11 декабря 1282), принц Уэльский с 1246 года. Дети:
- Гвенллиан верх Лливелин[англ.] (июнь 1282 — 7 июня 1337), монахиня в Семпрингеме[6][11].